# Pal Benko
Pour les articles homonymes, voir Benko.
Dans le nom hongrois Benkő Pál, le nom de famille précède le prénom, mais cet article utilise l’ordre habituel en français Pál Benkő, où le prénom précède le nom.
Pal Benko, né Pál Benkő le 15 juillet 1928 à Amiens (France) et mort le 26 août 2019 à Budapest (Hongrie), est un joueur d'échecs américain d’origine hongroise. 
Il est grand maître international et compositeur de problèmes d’échecs.

## Biographie
Pal Benko est né en France mais a grandi en Hongrie, il est le champion d'échecs de Hongrie à l'âge de 20 ans. Il émigre aux États-Unis en 1958 après sa défection au terme du championnat du monde étudiant par équipe à Reykjavik en 1957. Il obtient le titre de grand maître de la Fédération internationale des échecs en 1958.

### Candidat au championnat du monde
Pal Benko obtient ses meilleurs résultats au cours des tournois des candidats au titre de champion du monde, en 1959 et 1962. Les huit meilleurs joueurs du monde étaient présents à ces deux éditions.
Il se qualifie pour le tournoi interzonal en 1970, les vainqueurs s'affrontant ensuite au cours des matchs des candidats. Il abandonne cependant sa place qualificative au profit de son compatriote Bobby Fischer qui remporte le championnat du monde d'échecs 1972.

### Victoires dans des tournois internationaux

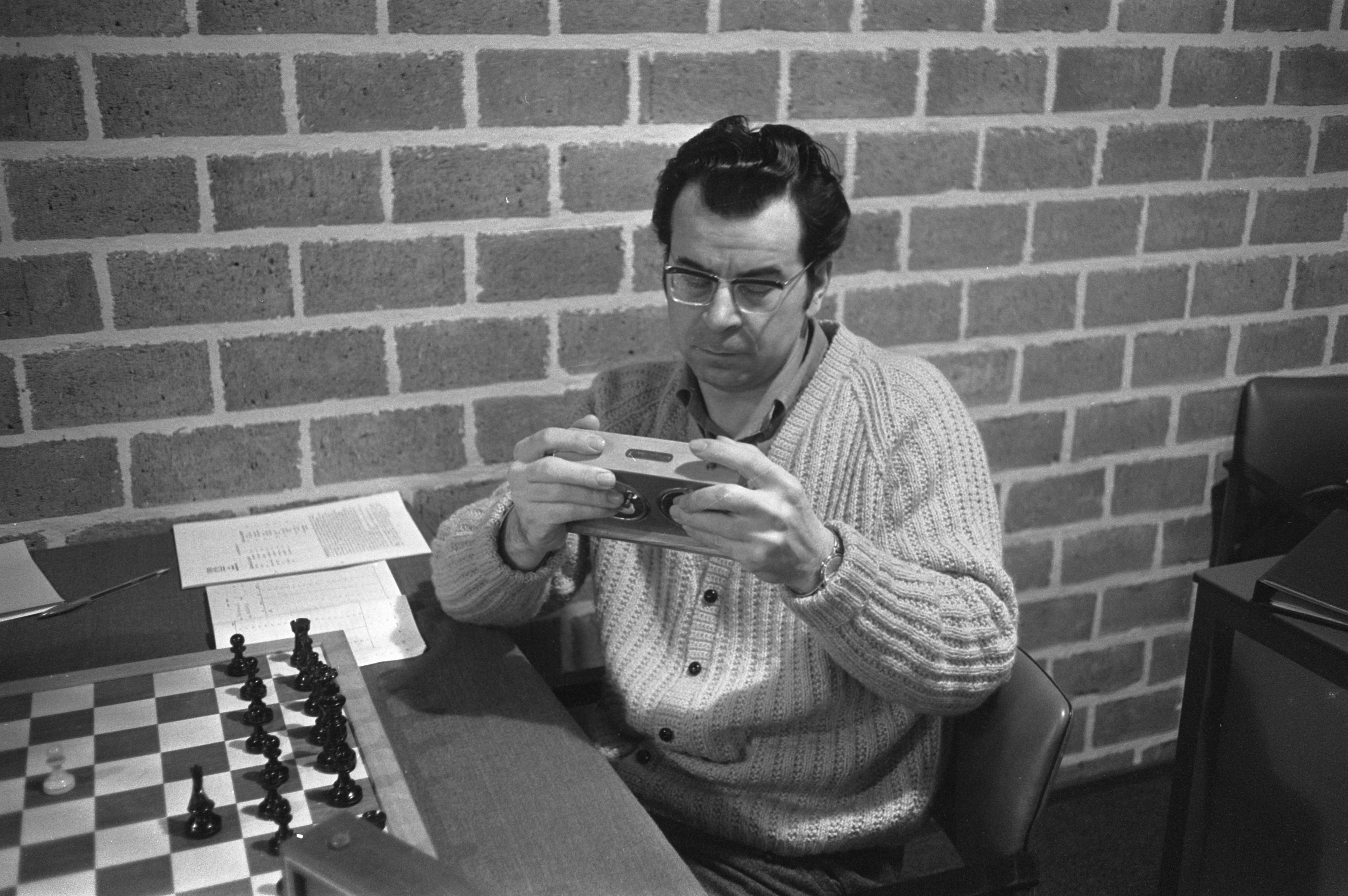
Pal Benko en 1970.

Benko finit premier (seul ou ex æquo) à huit championnats open des États-Unis, en 1961, 1964, 1965, 1966, 1967, 1969, 1974 et 1975. Il remporta également le championnat open du Canada en 1964 et trois fois le tournoi de la Costa del Sol (en 1969, 1970 et 1973).

### Résultats aux olympiades
Pal Benko obtient aussi des résultats remarquables en compétition par équipe. Il défend les couleurs de la Hongrie aux Olympiades étudiantes de Reykjavik en 1957 au premier échiquier, avec un score de 7,5/12 et contribuant à la 4e place finale de son équipe. Il avait aussi joué pour la Hongrie à l'Olympiade d'échecs de Moscou en 1956 au 3e échiquier avec un score de 10/15 et une médaille de bronze collective. Il émigre ensuite aux États-Unis, mais ne défend pas les couleurs de son pays d'accueil avant 1962. Il participe ensuite à six reprises aux Olympiades sous les couleurs américaines :
| Année | Lieu      | Échiquier | Score                     | Classement final des États-Unis |
| ----- | --------- | --------- | ------------------------- | ------------------------------- |
| 1962  | Varna     | 2e        | 8/12 (médaille de bronze) | 4e                              |
| 1964  | Tel-Aviv  | 2e        | 9,5/14                    | 6e                              |
| 1966  | La Havane | 3e        | 8/12                      | 2e (médaille d'argent)          |
| 1968  | Lugano    | 3e        | 6/12                      | 4e                              |
| 1970  | Siegen    | 4e        | 8,5/12                    | 4e                              |
| 1972  | Skopje    | 3e        | 9,5/16                    | 9e                              |

### Ouvertures
Deux ouvertures portent son nom :
- le gambit Benko (1.d4 Cf6 2.c4 c5 3.d5 b5) qu'il a rendu populaire et qu'il a pratiqué avec succès dans les années 1960,
- l'ouverture Benko (1.g3) avec laquelle il a remporté des victoires au cours du tournoi des candidats de Curaçao 1962 contre Bobby Fischer et Mikhail Tal.

En plus de ses succès sur l'échiquier, Benko est aussi un expert reconnu des finales, et un compositeur de problèmes et d'études de finales. Il a obtenu le titre de maître de la composition échiquéenne de la FIDE. Il a aussi signé un livre sur le gambit Benko dans les années 1970. Il a eu une rubrique régulière sur des finales dans le magazine Chess Life de la Fédération américaine des échecs pendant plusieurs dizaines d'années. En 1991, il publie le livre Winning with Chess Psychology et en 2003, il signe une édition revue de Basic Chess Endings de Reuben Fine.

### Une partie remarquable
|   | a | b | c | d | e | f | g | h |   |
| 8 | Roi noir sur case noire h8 · Pion noir sur case noire a7 · Pion noir sur case blanche b7 · Dame noire sur case blanche h7 · Cavalier noir sur case noire f6 · Pion noir sur case noire c5 · Pion blanc sur case blanche d5 · Pion blanc sur case noire e5 · Fou noir sur case blanche f5 · Pion blanc sur case blanche c4 · Pion noir sur case noire h4 · Fou blanc sur case blanche d3 · Pion blanc sur case blanche h3 · Pion blanc sur case blanche a2 · Pion blanc sur case noire b2 · Tour noire sur case noire f2 · Roi blanc sur case noire c1 · Dame blanche sur case noire e1 · Cavalier blanc sur case noire g1 | Roi noir sur case noire h8 · Pion noir sur case noire a7 · Pion noir sur case blanche b7 · Dame noire sur case blanche h7 · Cavalier noir sur case noire f6 · Pion noir sur case noire c5 · Pion blanc sur case blanche d5 · Pion blanc sur case noire e5 · Fou noir sur case blanche f5 · Pion blanc sur case blanche c4 · Pion noir sur case noire h4 · Fou blanc sur case blanche d3 · Pion blanc sur case blanche h3 · Pion blanc sur case blanche a2 · Pion blanc sur case noire b2 · Tour noire sur case noire f2 · Roi blanc sur case noire c1 · Dame blanche sur case noire e1 · Cavalier blanc sur case noire g1 | Roi noir sur case noire h8 · Pion noir sur case noire a7 · Pion noir sur case blanche b7 · Dame noire sur case blanche h7 · Cavalier noir sur case noire f6 · Pion noir sur case noire c5 · Pion blanc sur case blanche d5 · Pion blanc sur case noire e5 · Fou noir sur case blanche f5 · Pion blanc sur case blanche c4 · Pion noir sur case noire h4 · Fou blanc sur case blanche d3 · Pion blanc sur case blanche h3 · Pion blanc sur case blanche a2 · Pion blanc sur case noire b2 · Tour noire sur case noire f2 · Roi blanc sur case noire c1 · Dame blanche sur case noire e1 · Cavalier blanc sur case noire g1 | Roi noir sur case noire h8 · Pion noir sur case noire a7 · Pion noir sur case blanche b7 · Dame noire sur case blanche h7 · Cavalier noir sur case noire f6 · Pion noir sur case noire c5 · Pion blanc sur case blanche d5 · Pion blanc sur case noire e5 · Fou noir sur case blanche f5 · Pion blanc sur case blanche c4 · Pion noir sur case noire h4 · Fou blanc sur case blanche d3 · Pion blanc sur case blanche h3 · Pion blanc sur case blanche a2 · Pion blanc sur case noire b2 · Tour noire sur case noire f2 · Roi blanc sur case noire c1 · Dame blanche sur case noire e1 · Cavalier blanc sur case noire g1 | Roi noir sur case noire h8 · Pion noir sur case noire a7 · Pion noir sur case blanche b7 · Dame noire sur case blanche h7 · Cavalier noir sur case noire f6 · Pion noir sur case noire c5 · Pion blanc sur case blanche d5 · Pion blanc sur case noire e5 · Fou noir sur case blanche f5 · Pion blanc sur case blanche c4 · Pion noir sur case noire h4 · Fou blanc sur case blanche d3 · Pion blanc sur case blanche h3 · Pion blanc sur case blanche a2 · Pion blanc sur case noire b2 · Tour noire sur case noire f2 · Roi blanc sur case noire c1 · Dame blanche sur case noire e1 · Cavalier blanc sur case noire g1 | Roi noir sur case noire h8 · Pion noir sur case noire a7 · Pion noir sur case blanche b7 · Dame noire sur case blanche h7 · Cavalier noir sur case noire f6 · Pion noir sur case noire c5 · Pion blanc sur case blanche d5 · Pion blanc sur case noire e5 · Fou noir sur case blanche f5 · Pion blanc sur case blanche c4 · Pion noir sur case noire h4 · Fou blanc sur case blanche d3 · Pion blanc sur case blanche h3 · Pion blanc sur case blanche a2 · Pion blanc sur case noire b2 · Tour noire sur case noire f2 · Roi blanc sur case noire c1 · Dame blanche sur case noire e1 · Cavalier blanc sur case noire g1 | Roi noir sur case noire h8 · Pion noir sur case noire a7 · Pion noir sur case blanche b7 · Dame noire sur case blanche h7 · Cavalier noir sur case noire f6 · Pion noir sur case noire c5 · Pion blanc sur case blanche d5 · Pion blanc sur case noire e5 · Fou noir sur case blanche f5 · Pion blanc sur case blanche c4 · Pion noir sur case noire h4 · Fou blanc sur case blanche d3 · Pion blanc sur case blanche h3 · Pion blanc sur case blanche a2 · Pion blanc sur case noire b2 · Tour noire sur case noire f2 · Roi blanc sur case noire c1 · Dame blanche sur case noire e1 · Cavalier blanc sur case noire g1 | Roi noir sur case noire h8 · Pion noir sur case noire a7 · Pion noir sur case blanche b7 · Dame noire sur case blanche h7 · Cavalier noir sur case noire f6 · Pion noir sur case noire c5 · Pion blanc sur case blanche d5 · Pion blanc sur case noire e5 · Fou noir sur case blanche f5 · Pion blanc sur case blanche c4 · Pion noir sur case noire h4 · Fou blanc sur case blanche d3 · Pion blanc sur case blanche h3 · Pion blanc sur case blanche a2 · Pion blanc sur case noire b2 · Tour noire sur case noire f2 · Roi blanc sur case noire c1 · Dame blanche sur case noire e1 · Cavalier blanc sur case noire g1 | 8 |
| 7 | Roi noir sur case noire h8 · Pion noir sur case noire a7 · Pion noir sur case blanche b7 · Dame noire sur case blanche h7 · Cavalier noir sur case noire f6 · Pion noir sur case noire c5 · Pion blanc sur case blanche d5 · Pion blanc sur case noire e5 · Fou noir sur case blanche f5 · Pion blanc sur case blanche c4 · Pion noir sur case noire h4 · Fou blanc sur case blanche d3 · Pion blanc sur case blanche h3 · Pion blanc sur case blanche a2 · Pion blanc sur case noire b2 · Tour noire sur case noire f2 · Roi blanc sur case noire c1 · Dame blanche sur case noire e1 · Cavalier blanc sur case noire g1 | Roi noir sur case noire h8 · Pion noir sur case noire a7 · Pion noir sur case blanche b7 · Dame noire sur case blanche h7 · Cavalier noir sur case noire f6 · Pion noir sur case noire c5 · Pion blanc sur case blanche d5 · Pion blanc sur case noire e5 · Fou noir sur case blanche f5 · Pion blanc sur case blanche c4 · Pion noir sur case noire h4 · Fou blanc sur case blanche d3 · Pion blanc sur case blanche h3 · Pion blanc sur case blanche a2 · Pion blanc sur case noire b2 · Tour noire sur case noire f2 · Roi blanc sur case noire c1 · Dame blanche sur case noire e1 · Cavalier blanc sur case noire g1 | Roi noir sur case noire h8 · Pion noir sur case noire a7 · Pion noir sur case blanche b7 · Dame noire sur case blanche h7 · Cavalier noir sur case noire f6 · Pion noir sur case noire c5 · Pion blanc sur case blanche d5 · Pion blanc sur case noire e5 · Fou noir sur case blanche f5 · Pion blanc sur case blanche c4 · Pion noir sur case noire h4 · Fou blanc sur case blanche d3 · Pion blanc sur case blanche h3 · Pion blanc sur case blanche a2 · Pion blanc sur case noire b2 · Tour noire sur case noire f2 · Roi blanc sur case noire c1 · Dame blanche sur case noire e1 · Cavalier blanc sur case noire g1 | Roi noir sur case noire h8 · Pion noir sur case noire a7 · Pion noir sur case blanche b7 · Dame noire sur case blanche h7 · Cavalier noir sur case noire f6 · Pion noir sur case noire c5 · Pion blanc sur case blanche d5 · Pion blanc sur case noire e5 · Fou noir sur case blanche f5 · Pion blanc sur case blanche c4 · Pion noir sur case noire h4 · Fou blanc sur case blanche d3 · Pion blanc sur case blanche h3 · Pion blanc sur case blanche a2 · Pion blanc sur case noire b2 · Tour noire sur case noire f2 · Roi blanc sur case noire c1 · Dame blanche sur case noire e1 · Cavalier blanc sur case noire g1 | Roi noir sur case noire h8 · Pion noir sur case noire a7 · Pion noir sur case blanche b7 · Dame noire sur case blanche h7 · Cavalier noir sur case noire f6 · Pion noir sur case noire c5 · Pion blanc sur case blanche d5 · Pion blanc sur case noire e5 · Fou noir sur case blanche f5 · Pion blanc sur case blanche c4 · Pion noir sur case noire h4 · Fou blanc sur case blanche d3 · Pion blanc sur case blanche h3 · Pion blanc sur case blanche a2 · Pion blanc sur case noire b2 · Tour noire sur case noire f2 · Roi blanc sur case noire c1 · Dame blanche sur case noire e1 · Cavalier blanc sur case noire g1 | Roi noir sur case noire h8 · Pion noir sur case noire a7 · Pion noir sur case blanche b7 · Dame noire sur case blanche h7 · Cavalier noir sur case noire f6 · Pion noir sur case noire c5 · Pion blanc sur case blanche d5 · Pion blanc sur case noire e5 · Fou noir sur case blanche f5 · Pion blanc sur case blanche c4 · Pion noir sur case noire h4 · Fou blanc sur case blanche d3 · Pion blanc sur case blanche h3 · Pion blanc sur case blanche a2 · Pion blanc sur case noire b2 · Tour noire sur case noire f2 · Roi blanc sur case noire c1 · Dame blanche sur case noire e1 · Cavalier blanc sur case noire g1 | Roi noir sur case noire h8 · Pion noir sur case noire a7 · Pion noir sur case blanche b7 · Dame noire sur case blanche h7 · Cavalier noir sur case noire f6 · Pion noir sur case noire c5 · Pion blanc sur case blanche d5 · Pion blanc sur case noire e5 · Fou noir sur case blanche f5 · Pion blanc sur case blanche c4 · Pion noir sur case noire h4 · Fou blanc sur case blanche d3 · Pion blanc sur case blanche h3 · Pion blanc sur case blanche a2 · Pion blanc sur case noire b2 · Tour noire sur case noire f2 · Roi blanc sur case noire c1 · Dame blanche sur case noire e1 · Cavalier blanc sur case noire g1 | Roi noir sur case noire h8 · Pion noir sur case noire a7 · Pion noir sur case blanche b7 · Dame noire sur case blanche h7 · Cavalier noir sur case noire f6 · Pion noir sur case noire c5 · Pion blanc sur case blanche d5 · Pion blanc sur case noire e5 · Fou noir sur case blanche f5 · Pion blanc sur case blanche c4 · Pion noir sur case noire h4 · Fou blanc sur case blanche d3 · Pion blanc sur case blanche h3 · Pion blanc sur case blanche a2 · Pion blanc sur case noire b2 · Tour noire sur case noire f2 · Roi blanc sur case noire c1 · Dame blanche sur case noire e1 · Cavalier blanc sur case noire g1 | 7 |
| 6 | Roi noir sur case noire h8 · Pion noir sur case noire a7 · Pion noir sur case blanche b7 · Dame noire sur case blanche h7 · Cavalier noir sur case noire f6 · Pion noir sur case noire c5 · Pion blanc sur case blanche d5 · Pion blanc sur case noire e5 · Fou noir sur case blanche f5 · Pion blanc sur case blanche c4 · Pion noir sur case noire h4 · Fou blanc sur case blanche d3 · Pion blanc sur case blanche h3 · Pion blanc sur case blanche a2 · Pion blanc sur case noire b2 · Tour noire sur case noire f2 · Roi blanc sur case noire c1 · Dame blanche sur case noire e1 · Cavalier blanc sur case noire g1 | Roi noir sur case noire h8 · Pion noir sur case noire a7 · Pion noir sur case blanche b7 · Dame noire sur case blanche h7 · Cavalier noir sur case noire f6 · Pion noir sur case noire c5 · Pion blanc sur case blanche d5 · Pion blanc sur case noire e5 · Fou noir sur case blanche f5 · Pion blanc sur case blanche c4 · Pion noir sur case noire h4 · Fou blanc sur case blanche d3 · Pion blanc sur case blanche h3 · Pion blanc sur case blanche a2 · Pion blanc sur case noire b2 · Tour noire sur case noire f2 · Roi blanc sur case noire c1 · Dame blanche sur case noire e1 · Cavalier blanc sur case noire g1 | Roi noir sur case noire h8 · Pion noir sur case noire a7 · Pion noir sur case blanche b7 · Dame noire sur case blanche h7 · Cavalier noir sur case noire f6 · Pion noir sur case noire c5 · Pion blanc sur case blanche d5 · Pion blanc sur case noire e5 · Fou noir sur case blanche f5 · Pion blanc sur case blanche c4 · Pion noir sur case noire h4 · Fou blanc sur case blanche d3 · Pion blanc sur case blanche h3 · Pion blanc sur case blanche a2 · Pion blanc sur case noire b2 · Tour noire sur case noire f2 · Roi blanc sur case noire c1 · Dame blanche sur case noire e1 · Cavalier blanc sur case noire g1 | Roi noir sur case noire h8 · Pion noir sur case noire a7 · Pion noir sur case blanche b7 · Dame noire sur case blanche h7 · Cavalier noir sur case noire f6 · Pion noir sur case noire c5 · Pion blanc sur case blanche d5 · Pion blanc sur case noire e5 · Fou noir sur case blanche f5 · Pion blanc sur case blanche c4 · Pion noir sur case noire h4 · Fou blanc sur case blanche d3 · Pion blanc sur case blanche h3 · Pion blanc sur case blanche a2 · Pion blanc sur case noire b2 · Tour noire sur case noire f2 · Roi blanc sur case noire c1 · Dame blanche sur case noire e1 · Cavalier blanc sur case noire g1 | Roi noir sur case noire h8 · Pion noir sur case noire a7 · Pion noir sur case blanche b7 · Dame noire sur case blanche h7 · Cavalier noir sur case noire f6 · Pion noir sur case noire c5 · Pion blanc sur case blanche d5 · Pion blanc sur case noire e5 · Fou noir sur case blanche f5 · Pion blanc sur case blanche c4 · Pion noir sur case noire h4 · Fou blanc sur case blanche d3 · Pion blanc sur case blanche h3 · Pion blanc sur case blanche a2 · Pion blanc sur case noire b2 · Tour noire sur case noire f2 · Roi blanc sur case noire c1 · Dame blanche sur case noire e1 · Cavalier blanc sur case noire g1 | Roi noir sur case noire h8 · Pion noir sur case noire a7 · Pion noir sur case blanche b7 · Dame noire sur case blanche h7 · Cavalier noir sur case noire f6 · Pion noir sur case noire c5 · Pion blanc sur case blanche d5 · Pion blanc sur case noire e5 · Fou noir sur case blanche f5 · Pion blanc sur case blanche c4 · Pion noir sur case noire h4 · Fou blanc sur case blanche d3 · Pion blanc sur case blanche h3 · Pion blanc sur case blanche a2 · Pion blanc sur case noire b2 · Tour noire sur case noire f2 · Roi blanc sur case noire c1 · Dame blanche sur case noire e1 · Cavalier blanc sur case noire g1 | Roi noir sur case noire h8 · Pion noir sur case noire a7 · Pion noir sur case blanche b7 · Dame noire sur case blanche h7 · Cavalier noir sur case noire f6 · Pion noir sur case noire c5 · Pion blanc sur case blanche d5 · Pion blanc sur case noire e5 · Fou noir sur case blanche f5 · Pion blanc sur case blanche c4 · Pion noir sur case noire h4 · Fou blanc sur case blanche d3 · Pion blanc sur case blanche h3 · Pion blanc sur case blanche a2 · Pion blanc sur case noire b2 · Tour noire sur case noire f2 · Roi blanc sur case noire c1 · Dame blanche sur case noire e1 · Cavalier blanc sur case noire g1 | Roi noir sur case noire h8 · Pion noir sur case noire a7 · Pion noir sur case blanche b7 · Dame noire sur case blanche h7 · Cavalier noir sur case noire f6 · Pion noir sur case noire c5 · Pion blanc sur case blanche d5 · Pion blanc sur case noire e5 · Fou noir sur case blanche f5 · Pion blanc sur case blanche c4 · Pion noir sur case noire h4 · Fou blanc sur case blanche d3 · Pion blanc sur case blanche h3 · Pion blanc sur case blanche a2 · Pion blanc sur case noire b2 · Tour noire sur case noire f2 · Roi blanc sur case noire c1 · Dame blanche sur case noire e1 · Cavalier blanc sur case noire g1 | 6 |
| 5 | Roi noir sur case noire h8 · Pion noir sur case noire a7 · Pion noir sur case blanche b7 · Dame noire sur case blanche h7 · Cavalier noir sur case noire f6 · Pion noir sur case noire c5 · Pion blanc sur case blanche d5 · Pion blanc sur case noire e5 · Fou noir sur case blanche f5 · Pion blanc sur case blanche c4 · Pion noir sur case noire h4 · Fou blanc sur case blanche d3 · Pion blanc sur case blanche h3 · Pion blanc sur case blanche a2 · Pion blanc sur case noire b2 · Tour noire sur case noire f2 · Roi blanc sur case noire c1 · Dame blanche sur case noire e1 · Cavalier blanc sur case noire g1 | Roi noir sur case noire h8 · Pion noir sur case noire a7 · Pion noir sur case blanche b7 · Dame noire sur case blanche h7 · Cavalier noir sur case noire f6 · Pion noir sur case noire c5 · Pion blanc sur case blanche d5 · Pion blanc sur case noire e5 · Fou noir sur case blanche f5 · Pion blanc sur case blanche c4 · Pion noir sur case noire h4 · Fou blanc sur case blanche d3 · Pion blanc sur case blanche h3 · Pion blanc sur case blanche a2 · Pion blanc sur case noire b2 · Tour noire sur case noire f2 · Roi blanc sur case noire c1 · Dame blanche sur case noire e1 · Cavalier blanc sur case noire g1 | Roi noir sur case noire h8 · Pion noir sur case noire a7 · Pion noir sur case blanche b7 · Dame noire sur case blanche h7 · Cavalier noir sur case noire f6 · Pion noir sur case noire c5 · Pion blanc sur case blanche d5 · Pion blanc sur case noire e5 · Fou noir sur case blanche f5 · Pion blanc sur case blanche c4 · Pion noir sur case noire h4 · Fou blanc sur case blanche d3 · Pion blanc sur case blanche h3 · Pion blanc sur case blanche a2 · Pion blanc sur case noire b2 · Tour noire sur case noire f2 · Roi blanc sur case noire c1 · Dame blanche sur case noire e1 · Cavalier blanc sur case noire g1 | Roi noir sur case noire h8 · Pion noir sur case noire a7 · Pion noir sur case blanche b7 · Dame noire sur case blanche h7 · Cavalier noir sur case noire f6 · Pion noir sur case noire c5 · Pion blanc sur case blanche d5 · Pion blanc sur case noire e5 · Fou noir sur case blanche f5 · Pion blanc sur case blanche c4 · Pion noir sur case noire h4 · Fou blanc sur case blanche d3 · Pion blanc sur case blanche h3 · Pion blanc sur case blanche a2 · Pion blanc sur case noire b2 · Tour noire sur case noire f2 · Roi blanc sur case noire c1 · Dame blanche sur case noire e1 · Cavalier blanc sur case noire g1 | Roi noir sur case noire h8 · Pion noir sur case noire a7 · Pion noir sur case blanche b7 · Dame noire sur case blanche h7 · Cavalier noir sur case noire f6 · Pion noir sur case noire c5 · Pion blanc sur case blanche d5 · Pion blanc sur case noire e5 · Fou noir sur case blanche f5 · Pion blanc sur case blanche c4 · Pion noir sur case noire h4 · Fou blanc sur case blanche d3 · Pion blanc sur case blanche h3 · Pion blanc sur case blanche a2 · Pion blanc sur case noire b2 · Tour noire sur case noire f2 · Roi blanc sur case noire c1 · Dame blanche sur case noire e1 · Cavalier blanc sur case noire g1 | Roi noir sur case noire h8 · Pion noir sur case noire a7 · Pion noir sur case blanche b7 · Dame noire sur case blanche h7 · Cavalier noir sur case noire f6 · Pion noir sur case noire c5 · Pion blanc sur case blanche d5 · Pion blanc sur case noire e5 · Fou noir sur case blanche f5 · Pion blanc sur case blanche c4 · Pion noir sur case noire h4 · Fou blanc sur case blanche d3 · Pion blanc sur case blanche h3 · Pion blanc sur case blanche a2 · Pion blanc sur case noire b2 · Tour noire sur case noire f2 · Roi blanc sur case noire c1 · Dame blanche sur case noire e1 · Cavalier blanc sur case noire g1 | Roi noir sur case noire h8 · Pion noir sur case noire a7 · Pion noir sur case blanche b7 · Dame noire sur case blanche h7 · Cavalier noir sur case noire f6 · Pion noir sur case noire c5 · Pion blanc sur case blanche d5 · Pion blanc sur case noire e5 · Fou noir sur case blanche f5 · Pion blanc sur case blanche c4 · Pion noir sur case noire h4 · Fou blanc sur case blanche d3 · Pion blanc sur case blanche h3 · Pion blanc sur case blanche a2 · Pion blanc sur case noire b2 · Tour noire sur case noire f2 · Roi blanc sur case noire c1 · Dame blanche sur case noire e1 · Cavalier blanc sur case noire g1 | Roi noir sur case noire h8 · Pion noir sur case noire a7 · Pion noir sur case blanche b7 · Dame noire sur case blanche h7 · Cavalier noir sur case noire f6 · Pion noir sur case noire c5 · Pion blanc sur case blanche d5 · Pion blanc sur case noire e5 · Fou noir sur case blanche f5 · Pion blanc sur case blanche c4 · Pion noir sur case noire h4 · Fou blanc sur case blanche d3 · Pion blanc sur case blanche h3 · Pion blanc sur case blanche a2 · Pion blanc sur case noire b2 · Tour noire sur case noire f2 · Roi blanc sur case noire c1 · Dame blanche sur case noire e1 · Cavalier blanc sur case noire g1 | 5 |
| 4 | Roi noir sur case noire h8 · Pion noir sur case noire a7 · Pion noir sur case blanche b7 · Dame noire sur case blanche h7 · Cavalier noir sur case noire f6 · Pion noir sur case noire c5 · Pion blanc sur case blanche d5 · Pion blanc sur case noire e5 · Fou noir sur case blanche f5 · Pion blanc sur case blanche c4 · Pion noir sur case noire h4 · Fou blanc sur case blanche d3 · Pion blanc sur case blanche h3 · Pion blanc sur case blanche a2 · Pion blanc sur case noire b2 · Tour noire sur case noire f2 · Roi blanc sur case noire c1 · Dame blanche sur case noire e1 · Cavalier blanc sur case noire g1 | Roi noir sur case noire h8 · Pion noir sur case noire a7 · Pion noir sur case blanche b7 · Dame noire sur case blanche h7 · Cavalier noir sur case noire f6 · Pion noir sur case noire c5 · Pion blanc sur case blanche d5 · Pion blanc sur case noire e5 · Fou noir sur case blanche f5 · Pion blanc sur case blanche c4 · Pion noir sur case noire h4 · Fou blanc sur case blanche d3 · Pion blanc sur case blanche h3 · Pion blanc sur case blanche a2 · Pion blanc sur case noire b2 · Tour noire sur case noire f2 · Roi blanc sur case noire c1 · Dame blanche sur case noire e1 · Cavalier blanc sur case noire g1 | Roi noir sur case noire h8 · Pion noir sur case noire a7 · Pion noir sur case blanche b7 · Dame noire sur case blanche h7 · Cavalier noir sur case noire f6 · Pion noir sur case noire c5 · Pion blanc sur case blanche d5 · Pion blanc sur case noire e5 · Fou noir sur case blanche f5 · Pion blanc sur case blanche c4 · Pion noir sur case noire h4 · Fou blanc sur case blanche d3 · Pion blanc sur case blanche h3 · Pion blanc sur case blanche a2 · Pion blanc sur case noire b2 · Tour noire sur case noire f2 · Roi blanc sur case noire c1 · Dame blanche sur case noire e1 · Cavalier blanc sur case noire g1 | Roi noir sur case noire h8 · Pion noir sur case noire a7 · Pion noir sur case blanche b7 · Dame noire sur case blanche h7 · Cavalier noir sur case noire f6 · Pion noir sur case noire c5 · Pion blanc sur case blanche d5 · Pion blanc sur case noire e5 · Fou noir sur case blanche f5 · Pion blanc sur case blanche c4 · Pion noir sur case noire h4 · Fou blanc sur case blanche d3 · Pion blanc sur case blanche h3 · Pion blanc sur case blanche a2 · Pion blanc sur case noire b2 · Tour noire sur case noire f2 · Roi blanc sur case noire c1 · Dame blanche sur case noire e1 · Cavalier blanc sur case noire g1 | Roi noir sur case noire h8 · Pion noir sur case noire a7 · Pion noir sur case blanche b7 · Dame noire sur case blanche h7 · Cavalier noir sur case noire f6 · Pion noir sur case noire c5 · Pion blanc sur case blanche d5 · Pion blanc sur case noire e5 · Fou noir sur case blanche f5 · Pion blanc sur case blanche c4 · Pion noir sur case noire h4 · Fou blanc sur case blanche d3 · Pion blanc sur case blanche h3 · Pion blanc sur case blanche a2 · Pion blanc sur case noire b2 · Tour noire sur case noire f2 · Roi blanc sur case noire c1 · Dame blanche sur case noire e1 · Cavalier blanc sur case noire g1 | Roi noir sur case noire h8 · Pion noir sur case noire a7 · Pion noir sur case blanche b7 · Dame noire sur case blanche h7 · Cavalier noir sur case noire f6 · Pion noir sur case noire c5 · Pion blanc sur case blanche d5 · Pion blanc sur case noire e5 · Fou noir sur case blanche f5 · Pion blanc sur case blanche c4 · Pion noir sur case noire h4 · Fou blanc sur case blanche d3 · Pion blanc sur case blanche h3 · Pion blanc sur case blanche a2 · Pion blanc sur case noire b2 · Tour noire sur case noire f2 · Roi blanc sur case noire c1 · Dame blanche sur case noire e1 · Cavalier blanc sur case noire g1 | Roi noir sur case noire h8 · Pion noir sur case noire a7 · Pion noir sur case blanche b7 · Dame noire sur case blanche h7 · Cavalier noir sur case noire f6 · Pion noir sur case noire c5 · Pion blanc sur case blanche d5 · Pion blanc sur case noire e5 · Fou noir sur case blanche f5 · Pion blanc sur case blanche c4 · Pion noir sur case noire h4 · Fou blanc sur case blanche d3 · Pion blanc sur case blanche h3 · Pion blanc sur case blanche a2 · Pion blanc sur case noire b2 · Tour noire sur case noire f2 · Roi blanc sur case noire c1 · Dame blanche sur case noire e1 · Cavalier blanc sur case noire g1 | Roi noir sur case noire h8 · Pion noir sur case noire a7 · Pion noir sur case blanche b7 · Dame noire sur case blanche h7 · Cavalier noir sur case noire f6 · Pion noir sur case noire c5 · Pion blanc sur case blanche d5 · Pion blanc sur case noire e5 · Fou noir sur case blanche f5 · Pion blanc sur case blanche c4 · Pion noir sur case noire h4 · Fou blanc sur case blanche d3 · Pion blanc sur case blanche h3 · Pion blanc sur case blanche a2 · Pion blanc sur case noire b2 · Tour noire sur case noire f2 · Roi blanc sur case noire c1 · Dame blanche sur case noire e1 · Cavalier blanc sur case noire g1 | 4 |
| 3 | Roi noir sur case noire h8 · Pion noir sur case noire a7 · Pion noir sur case blanche b7 · Dame noire sur case blanche h7 · Cavalier noir sur case noire f6 · Pion noir sur case noire c5 · Pion blanc sur case blanche d5 · Pion blanc sur case noire e5 · Fou noir sur case blanche f5 · Pion blanc sur case blanche c4 · Pion noir sur case noire h4 · Fou blanc sur case blanche d3 · Pion blanc sur case blanche h3 · Pion blanc sur case blanche a2 · Pion blanc sur case noire b2 · Tour noire sur case noire f2 · Roi blanc sur case noire c1 · Dame blanche sur case noire e1 · Cavalier blanc sur case noire g1 | Roi noir sur case noire h8 · Pion noir sur case noire a7 · Pion noir sur case blanche b7 · Dame noire sur case blanche h7 · Cavalier noir sur case noire f6 · Pion noir sur case noire c5 · Pion blanc sur case blanche d5 · Pion blanc sur case noire e5 · Fou noir sur case blanche f5 · Pion blanc sur case blanche c4 · Pion noir sur case noire h4 · Fou blanc sur case blanche d3 · Pion blanc sur case blanche h3 · Pion blanc sur case blanche a2 · Pion blanc sur case noire b2 · Tour noire sur case noire f2 · Roi blanc sur case noire c1 · Dame blanche sur case noire e1 · Cavalier blanc sur case noire g1 | Roi noir sur case noire h8 · Pion noir sur case noire a7 · Pion noir sur case blanche b7 · Dame noire sur case blanche h7 · Cavalier noir sur case noire f6 · Pion noir sur case noire c5 · Pion blanc sur case blanche d5 · Pion blanc sur case noire e5 · Fou noir sur case blanche f5 · Pion blanc sur case blanche c4 · Pion noir sur case noire h4 · Fou blanc sur case blanche d3 · Pion blanc sur case blanche h3 · Pion blanc sur case blanche a2 · Pion blanc sur case noire b2 · Tour noire sur case noire f2 · Roi blanc sur case noire c1 · Dame blanche sur case noire e1 · Cavalier blanc sur case noire g1 | Roi noir sur case noire h8 · Pion noir sur case noire a7 · Pion noir sur case blanche b7 · Dame noire sur case blanche h7 · Cavalier noir sur case noire f6 · Pion noir sur case noire c5 · Pion blanc sur case blanche d5 · Pion blanc sur case noire e5 · Fou noir sur case blanche f5 · Pion blanc sur case blanche c4 · Pion noir sur case noire h4 · Fou blanc sur case blanche d3 · Pion blanc sur case blanche h3 · Pion blanc sur case blanche a2 · Pion blanc sur case noire b2 · Tour noire sur case noire f2 · Roi blanc sur case noire c1 · Dame blanche sur case noire e1 · Cavalier blanc sur case noire g1 | Roi noir sur case noire h8 · Pion noir sur case noire a7 · Pion noir sur case blanche b7 · Dame noire sur case blanche h7 · Cavalier noir sur case noire f6 · Pion noir sur case noire c5 · Pion blanc sur case blanche d5 · Pion blanc sur case noire e5 · Fou noir sur case blanche f5 · Pion blanc sur case blanche c4 · Pion noir sur case noire h4 · Fou blanc sur case blanche d3 · Pion blanc sur case blanche h3 · Pion blanc sur case blanche a2 · Pion blanc sur case noire b2 · Tour noire sur case noire f2 · Roi blanc sur case noire c1 · Dame blanche sur case noire e1 · Cavalier blanc sur case noire g1 | Roi noir sur case noire h8 · Pion noir sur case noire a7 · Pion noir sur case blanche b7 · Dame noire sur case blanche h7 · Cavalier noir sur case noire f6 · Pion noir sur case noire c5 · Pion blanc sur case blanche d5 · Pion blanc sur case noire e5 · Fou noir sur case blanche f5 · Pion blanc sur case blanche c4 · Pion noir sur case noire h4 · Fou blanc sur case blanche d3 · Pion blanc sur case blanche h3 · Pion blanc sur case blanche a2 · Pion blanc sur case noire b2 · Tour noire sur case noire f2 · Roi blanc sur case noire c1 · Dame blanche sur case noire e1 · Cavalier blanc sur case noire g1 | Roi noir sur case noire h8 · Pion noir sur case noire a7 · Pion noir sur case blanche b7 · Dame noire sur case blanche h7 · Cavalier noir sur case noire f6 · Pion noir sur case noire c5 · Pion blanc sur case blanche d5 · Pion blanc sur case noire e5 · Fou noir sur case blanche f5 · Pion blanc sur case blanche c4 · Pion noir sur case noire h4 · Fou blanc sur case blanche d3 · Pion blanc sur case blanche h3 · Pion blanc sur case blanche a2 · Pion blanc sur case noire b2 · Tour noire sur case noire f2 · Roi blanc sur case noire c1 · Dame blanche sur case noire e1 · Cavalier blanc sur case noire g1 | Roi noir sur case noire h8 · Pion noir sur case noire a7 · Pion noir sur case blanche b7 · Dame noire sur case blanche h7 · Cavalier noir sur case noire f6 · Pion noir sur case noire c5 · Pion blanc sur case blanche d5 · Pion blanc sur case noire e5 · Fou noir sur case blanche f5 · Pion blanc sur case blanche c4 · Pion noir sur case noire h4 · Fou blanc sur case blanche d3 · Pion blanc sur case blanche h3 · Pion blanc sur case blanche a2 · Pion blanc sur case noire b2 · Tour noire sur case noire f2 · Roi blanc sur case noire c1 · Dame blanche sur case noire e1 · Cavalier blanc sur case noire g1 | 3 |
| 2 | Roi noir sur case noire h8 · Pion noir sur case noire a7 · Pion noir sur case blanche b7 · Dame noire sur case blanche h7 · Cavalier noir sur case noire f6 · Pion noir sur case noire c5 · Pion blanc sur case blanche d5 · Pion blanc sur case noire e5 · Fou noir sur case blanche f5 · Pion blanc sur case blanche c4 · Pion noir sur case noire h4 · Fou blanc sur case blanche d3 · Pion blanc sur case blanche h3 · Pion blanc sur case blanche a2 · Pion blanc sur case noire b2 · Tour noire sur case noire f2 · Roi blanc sur case noire c1 · Dame blanche sur case noire e1 · Cavalier blanc sur case noire g1 | Roi noir sur case noire h8 · Pion noir sur case noire a7 · Pion noir sur case blanche b7 · Dame noire sur case blanche h7 · Cavalier noir sur case noire f6 · Pion noir sur case noire c5 · Pion blanc sur case blanche d5 · Pion blanc sur case noire e5 · Fou noir sur case blanche f5 · Pion blanc sur case blanche c4 · Pion noir sur case noire h4 · Fou blanc sur case blanche d3 · Pion blanc sur case blanche h3 · Pion blanc sur case blanche a2 · Pion blanc sur case noire b2 · Tour noire sur case noire f2 · Roi blanc sur case noire c1 · Dame blanche sur case noire e1 · Cavalier blanc sur case noire g1 | Roi noir sur case noire h8 · Pion noir sur case noire a7 · Pion noir sur case blanche b7 · Dame noire sur case blanche h7 · Cavalier noir sur case noire f6 · Pion noir sur case noire c5 · Pion blanc sur case blanche d5 · Pion blanc sur case noire e5 · Fou noir sur case blanche f5 · Pion blanc sur case blanche c4 · Pion noir sur case noire h4 · Fou blanc sur case blanche d3 · Pion blanc sur case blanche h3 · Pion blanc sur case blanche a2 · Pion blanc sur case noire b2 · Tour noire sur case noire f2 · Roi blanc sur case noire c1 · Dame blanche sur case noire e1 · Cavalier blanc sur case noire g1 | Roi noir sur case noire h8 · Pion noir sur case noire a7 · Pion noir sur case blanche b7 · Dame noire sur case blanche h7 · Cavalier noir sur case noire f6 · Pion noir sur case noire c5 · Pion blanc sur case blanche d5 · Pion blanc sur case noire e5 · Fou noir sur case blanche f5 · Pion blanc sur case blanche c4 · Pion noir sur case noire h4 · Fou blanc sur case blanche d3 · Pion blanc sur case blanche h3 · Pion blanc sur case blanche a2 · Pion blanc sur case noire b2 · Tour noire sur case noire f2 · Roi blanc sur case noire c1 · Dame blanche sur case noire e1 · Cavalier blanc sur case noire g1 | Roi noir sur case noire h8 · Pion noir sur case noire a7 · Pion noir sur case blanche b7 · Dame noire sur case blanche h7 · Cavalier noir sur case noire f6 · Pion noir sur case noire c5 · Pion blanc sur case blanche d5 · Pion blanc sur case noire e5 · Fou noir sur case blanche f5 · Pion blanc sur case blanche c4 · Pion noir sur case noire h4 · Fou blanc sur case blanche d3 · Pion blanc sur case blanche h3 · Pion blanc sur case blanche a2 · Pion blanc sur case noire b2 · Tour noire sur case noire f2 · Roi blanc sur case noire c1 · Dame blanche sur case noire e1 · Cavalier blanc sur case noire g1 | Roi noir sur case noire h8 · Pion noir sur case noire a7 · Pion noir sur case blanche b7 · Dame noire sur case blanche h7 · Cavalier noir sur case noire f6 · Pion noir sur case noire c5 · Pion blanc sur case blanche d5 · Pion blanc sur case noire e5 · Fou noir sur case blanche f5 · Pion blanc sur case blanche c4 · Pion noir sur case noire h4 · Fou blanc sur case blanche d3 · Pion blanc sur case blanche h3 · Pion blanc sur case blanche a2 · Pion blanc sur case noire b2 · Tour noire sur case noire f2 · Roi blanc sur case noire c1 · Dame blanche sur case noire e1 · Cavalier blanc sur case noire g1 | Roi noir sur case noire h8 · Pion noir sur case noire a7 · Pion noir sur case blanche b7 · Dame noire sur case blanche h7 · Cavalier noir sur case noire f6 · Pion noir sur case noire c5 · Pion blanc sur case blanche d5 · Pion blanc sur case noire e5 · Fou noir sur case blanche f5 · Pion blanc sur case blanche c4 · Pion noir sur case noire h4 · Fou blanc sur case blanche d3 · Pion blanc sur case blanche h3 · Pion blanc sur case blanche a2 · Pion blanc sur case noire b2 · Tour noire sur case noire f2 · Roi blanc sur case noire c1 · Dame blanche sur case noire e1 · Cavalier blanc sur case noire g1 | Roi noir sur case noire h8 · Pion noir sur case noire a7 · Pion noir sur case blanche b7 · Dame noire sur case blanche h7 · Cavalier noir sur case noire f6 · Pion noir sur case noire c5 · Pion blanc sur case blanche d5 · Pion blanc sur case noire e5 · Fou noir sur case blanche f5 · Pion blanc sur case blanche c4 · Pion noir sur case noire h4 · Fou blanc sur case blanche d3 · Pion blanc sur case blanche h3 · Pion blanc sur case blanche a2 · Pion blanc sur case noire b2 · Tour noire sur case noire f2 · Roi blanc sur case noire c1 · Dame blanche sur case noire e1 · Cavalier blanc sur case noire g1 | 2 |
| 1 | Roi noir sur case noire h8 · Pion noir sur case noire a7 · Pion noir sur case blanche b7 · Dame noire sur case blanche h7 · Cavalier noir sur case noire f6 · Pion noir sur case noire c5 · Pion blanc sur case blanche d5 · Pion blanc sur case noire e5 · Fou noir sur case blanche f5 · Pion blanc sur case blanche c4 · Pion noir sur case noire h4 · Fou blanc sur case blanche d3 · Pion blanc sur case blanche h3 · Pion blanc sur case blanche a2 · Pion blanc sur case noire b2 · Tour noire sur case noire f2 · Roi blanc sur case noire c1 · Dame blanche sur case noire e1 · Cavalier blanc sur case noire g1 | Roi noir sur case noire h8 · Pion noir sur case noire a7 · Pion noir sur case blanche b7 · Dame noire sur case blanche h7 · Cavalier noir sur case noire f6 · Pion noir sur case noire c5 · Pion blanc sur case blanche d5 · Pion blanc sur case noire e5 · Fou noir sur case blanche f5 · Pion blanc sur case blanche c4 · Pion noir sur case noire h4 · Fou blanc sur case blanche d3 · Pion blanc sur case blanche h3 · Pion blanc sur case blanche a2 · Pion blanc sur case noire b2 · Tour noire sur case noire f2 · Roi blanc sur case noire c1 · Dame blanche sur case noire e1 · Cavalier blanc sur case noire g1 | Roi noir sur case noire h8 · Pion noir sur case noire a7 · Pion noir sur case blanche b7 · Dame noire sur case blanche h7 · Cavalier noir sur case noire f6 · Pion noir sur case noire c5 · Pion blanc sur case blanche d5 · Pion blanc sur case noire e5 · Fou noir sur case blanche f5 · Pion blanc sur case blanche c4 · Pion noir sur case noire h4 · Fou blanc sur case blanche d3 · Pion blanc sur case blanche h3 · Pion blanc sur case blanche a2 · Pion blanc sur case noire b2 · Tour noire sur case noire f2 · Roi blanc sur case noire c1 · Dame blanche sur case noire e1 · Cavalier blanc sur case noire g1 | Roi noir sur case noire h8 · Pion noir sur case noire a7 · Pion noir sur case blanche b7 · Dame noire sur case blanche h7 · Cavalier noir sur case noire f6 · Pion noir sur case noire c5 · Pion blanc sur case blanche d5 · Pion blanc sur case noire e5 · Fou noir sur case blanche f5 · Pion blanc sur case blanche c4 · Pion noir sur case noire h4 · Fou blanc sur case blanche d3 · Pion blanc sur case blanche h3 · Pion blanc sur case blanche a2 · Pion blanc sur case noire b2 · Tour noire sur case noire f2 · Roi blanc sur case noire c1 · Dame blanche sur case noire e1 · Cavalier blanc sur case noire g1 | Roi noir sur case noire h8 · Pion noir sur case noire a7 · Pion noir sur case blanche b7 · Dame noire sur case blanche h7 · Cavalier noir sur case noire f6 · Pion noir sur case noire c5 · Pion blanc sur case blanche d5 · Pion blanc sur case noire e5 · Fou noir sur case blanche f5 · Pion blanc sur case blanche c4 · Pion noir sur case noire h4 · Fou blanc sur case blanche d3 · Pion blanc sur case blanche h3 · Pion blanc sur case blanche a2 · Pion blanc sur case noire b2 · Tour noire sur case noire f2 · Roi blanc sur case noire c1 · Dame blanche sur case noire e1 · Cavalier blanc sur case noire g1 | Roi noir sur case noire h8 · Pion noir sur case noire a7 · Pion noir sur case blanche b7 · Dame noire sur case blanche h7 · Cavalier noir sur case noire f6 · Pion noir sur case noire c5 · Pion blanc sur case blanche d5 · Pion blanc sur case noire e5 · Fou noir sur case blanche f5 · Pion blanc sur case blanche c4 · Pion noir sur case noire h4 · Fou blanc sur case blanche d3 · Pion blanc sur case blanche h3 · Pion blanc sur case blanche a2 · Pion blanc sur case noire b2 · Tour noire sur case noire f2 · Roi blanc sur case noire c1 · Dame blanche sur case noire e1 · Cavalier blanc sur case noire g1 | Roi noir sur case noire h8 · Pion noir sur case noire a7 · Pion noir sur case blanche b7 · Dame noire sur case blanche h7 · Cavalier noir sur case noire f6 · Pion noir sur case noire c5 · Pion blanc sur case blanche d5 · Pion blanc sur case noire e5 · Fou noir sur case blanche f5 · Pion blanc sur case blanche c4 · Pion noir sur case noire h4 · Fou blanc sur case blanche d3 · Pion blanc sur case blanche h3 · Pion blanc sur case blanche a2 · Pion blanc sur case noire b2 · Tour noire sur case noire f2 · Roi blanc sur case noire c1 · Dame blanche sur case noire e1 · Cavalier blanc sur case noire g1 | Roi noir sur case noire h8 · Pion noir sur case noire a7 · Pion noir sur case blanche b7 · Dame noire sur case blanche h7 · Cavalier noir sur case noire f6 · Pion noir sur case noire c5 · Pion blanc sur case blanche d5 · Pion blanc sur case noire e5 · Fou noir sur case blanche f5 · Pion blanc sur case blanche c4 · Pion noir sur case noire h4 · Fou blanc sur case blanche d3 · Pion blanc sur case blanche h3 · Pion blanc sur case blanche a2 · Pion blanc sur case noire b2 · Tour noire sur case noire f2 · Roi blanc sur case noire c1 · Dame blanche sur case noire e1 · Cavalier blanc sur case noire g1 | 1 |
|   | a | b | c | d | e | f | g | h |   |

Lajos Portisch - Pál Benkő

11e Championnat de Hongrie, 1955
1.d4 Cf6 2.c4 g6 3.Cc3 Fg7 4.e4 d6 5.f3 0-0 6.Fe3 e5 7.d5 c5 8.g4 h5 9.h3 Ch7 10.Dd2 h4 11.g5 f6 12.gxf6 Dxf6 13.Th2 Ca6 14.Tg2 Cc7 15.Fd3 Rh8 16.0-0-0 g5 17.Txg5 Cxg5 18.Fxg5 Dg6 19.f4 Fh6 20.Cf3 Fxg5 21.Cxg5 Txf4 22.Tg1 Fd7 23.Ce2 Tf2 24.De3 Df6 25.Cf7+ Dxf7 26.Dh6+ Dh7 27.Dxd6 Ce8 28.Dxe5+ Cf6 29.Dc3 Tg8 30.e5 Txg1+ 31.Cxg1 Ff5 32.De1 (diagramme)
32...Dh6+! 33.Rd1 Fxd3 34.Dxf2 Ce4 35.Dg2 De3 36.e6 Cf2+ 0-1

## Publications
- (en) Pal Benko, Jeremy Silman, John Watson, Pal Benko : My Life, Games and Compositions, Siles Press, 2003 (ISBN 1-890085-08-1)
- (en) Pal Benko, The Benko Gambit (ISBN 0713429127)
- (en) Reuben Fine, Pal Benko, Basic Chess Endings, revised by Pal Benko (ISBN 0812934938)